# Irish soft-coated wheaten terrier
De Irish soft-coated wheaten terrier is een hondenras dat afkomstig is uit Ierland.
De herkomst van het ras is niet geheel duidelijk, maar waarschijnlijk is er verwantschap met andere Ierse terriërs. Oorspronkelijk werd het ras vooral gebruikt als erfhond. Het dier joeg op ongewenst klein wild, als konijnen en dassen. Tegenwoordig is het ras vooral in gebruik als gezelschapshond.
Een volwassen reu is ongeveer 47 centimeter hoog en een volwassen teef ongeveer 45 centimeter. De reu heeft een gewicht van 16 tot 20 kilogram, de teef iets minder.
Airedaleterriër ·
Amerikaanse staffordshireterriër ·
Australische silkyterriër ·
Australische terriër ·
Bedlingtonterriër ·
Borderterriër ·
Braziliaanse terriër ·
Bulterriër ·
Cairnterriër ·
Ceskyterriër ·
Dandie Dinmont-terriër ·
Duitse jachtterriër ·
Engelse toyterriër ·
Foxterriër ·
Glen of Imaalterriër ·
Ierse terriër ·
Irish soft-coated wheaten terrier ·
Jackrussellterriër ·
Japanse terriër ·
Kerry blue-terriër ·
Lakelandterriër ·
Manchesterterriër ·
Miniatuur Bulterriër ·
Norfolkterriër ·
Norwichterriër ·
Parson Russell-terriër ·
Schotse terriër ·
Sealyhamterriër ·
Skyeterriër ·
Staffordshire-bulterriër ·
Welsh terriër ·
West Highland white terrier ·
Yorkshireterriër